# Góra
Góra  (udtale: [ˈɡura])   er en by  i  den nordligste del af  Voivodskabet Nedre Schlesien i det sydvestlige Polen.  Byen  har 11.173(2021) indbyggere og et areal på 	13,65 km².  Den er administrationsby i   powiatet (amt) Góra, og ligger omkring 69 kilometer nordvest for  den regionale hovedstad Wrocław.  

## Historie
Området blev en del af den fremvoksende polske stat i det 10. århundrede. Efter fragmenteringen af Polen i mindre provinshertugdømmer udgjorde det oprindeligt en del af Hertugdømmet Storpolen, før det overgik til Hertugdømmet Schlesien Bosættelsen blev første gang nævnt som Gora i et skøde fra 1155 af Pave Hadrian 4., der overførte ejendommen til  Wrocław ærkebispedømme. Byens navn betyder "bakke" eller "bjerg" på polsk. I 1256 gav biskoppen af Wrocław, Tomasz 1. landsbyen til den polske ridder Gosław. I 1288 blev det en del af Hertugdømmet Głogów og blev tildelt Magdeburg-stadsrettigheder af Piast hertug Henrik 4. I 1300 solgte Henrik 3. den lokale mønt-produktion til byrådet i Góra. Henrik 3. såvel som de efterfølgende hertuger Henrik 4.  og Konrad 1. gav byen nye privilegier i 1306 og 1310. Fra det 14. århundrede og fremefter udviklede byen sig til et center for Tekstilproduktion, specifikke privilegier blev givet til tøjmagerne i Góra i 1304.
Byen forblev under styret af de polske huse i Piast og Jagiello som en del af hertugdømmerne Głogów, Ścinawa og Cieszyn indtil det 16. århundrede.
Byen blev, under navnet Guhrau, annekteret af Preussen efter Første Schlesiske Krig i 1742 og var fra 1816 det administrative sæde for Landkreis Guhrau i Provinsen Schlesien, som fra 1871 til 1945 også var en del af Tyskland. I 2. verdenskrig blev området besat af den Røde Hær under Vistula-Oder-offensiven i 1945. Ifølge Potsdam-aftalen blev byen igen en del af Polen, dog med et sovjetisk-oprettet kommunistisk regime, som forblev ved magten indtil 1980'erne, mens den resterende tyske befolkning blev  udvist